# Michael Kightly
Michael John Kightly (Basildon, 24 gennaio 1986) è un ex calciatore inglese, di ruolo centrocampista o ala.

## Caratteristiche tecniche
È un'ala.

## Palmarès

### Club

#### Competizioni nazionali
- Football League Championship: 2

Wolverhampton: 2008-2009
Burnley: 2015-2016